# Jeune Femme et sa Servante
Jeune Femme et sa Servante est une peinture à l'huile sur toile du peintre hollandais Pieter de Hooch réalisée vers 1675. Elle est conservée au palais des Beaux-Arts de Lille depuis 1873.

## Description
Dans un intérieur bourgeois, la maîtresse prépare des choux pour le repas tandis que la servante s'apprête à partir faire des courses selon ses instructions. Au premier plan, un petit chien frétille aux pieds de la servante. La perspective créée par le sol pavé de marbre conduit le regard vers le fond de la scène où une fenêtre ouverte, par laquelle on peut distinguer un canal, un pont et une ville en arrière-plan, apporte la lumière dorée qui inonde l’intérieur de la pièce.
Le tableau est entré dans les collections du palais des Beaux-Arts de Lille en 1873 avec le legs important effectué par Alexandre Leleux.

## Analyse
Dans les œuvres de sa maturité, une place essentielle est accordée par de Hooch à la lumière. L’ouverture sur l’extérieur ou vers une pièce en second plan, à travers une fenêtre ou par l’embrasure d’une porte, devient sa signature. C'est notamment le cas ici, où cette échappée, appelée doorkijkje en néerlandais, permet au peintre de construire l’espace en profondeur, mais surtout de faire pénétrer la lumière qui enveloppe la jeune femme au centre de la composition et laisse la servante dans l'ombre.